# Secretaria de Estado de Relações Internacionais do Distrito Federal
A Secretaria de Estado de Relações Internacionais era um dos órgãos da administração direta do Governo do Distrito Federal, no Brasil. Tem como atribuições a coordenação das relações institucionais com os demais poderes, em todos os âmbitos (distrital, estadual e federal, assim como nos municípios), a articulação com a Câmara Legislativa e demais casas legislativas (incluindo o Congresso Nacional do Brasil), as relações com a sociedade civil e entidades sindicais, movimentos sociais e categorias profissionais.